# 1174
1174 (MCLXXIV) a fost un an al calendarului iulian.

## Evenimente
- 5 februarie: Fratele sultanului Saladin, Turanșah, părăsește Egiptul pentru a întreprinde o nouă campanie în sudul Arabiei.
- 6 aprilie: O răscoală a șiiților din Egipt, încurajată de către cruciați, este reprimată de sultanul Saladin.
- 29 iunie: Cneazul Andrei Bogoliubski este asasinat de către boieri în palatul său Bogoliubovo, ca urmare a rivalității dintre noua sa capitală, Vladimir, și orașele Rostov și Suzdal.
- 8 iulie: Regele Henric al II-lea al Angliei revine din Normandia și debarcă în Anglia.
- 11 iulie: După moartea regelui Amalric I al Ierusalimului, tronul revine minorului Balduin al IV-lea "cel Lepros", având pe Raymond al III-lea, conte de Tripoli, ca regent, și pe Guillaume de Tyr drept cancelar; profitând de boala regelui, lupta pentru putere se declanșează între regent și membrii familiei domnitoare, regina mamă Agnes de Courtenay, prințesa Sibilla și soțul acesteia, Guy de Lusignan).
- 12 iulie: Regele Henric al II-lea al Angliei face penitență publică la mormântul lui Thomas Becket; sunt repuse în vigoare constituțiile de la Clarendon, însă regele reușește să facă astfel încât să își mențină controlul asupra Bisericii.
- 13 iulie: Bătălia de la Alnwick. Trupele regelui Henric al II-lea al Angliei, comandate de Ranulf de Glanvill, capturează pe regele William Leul al Scoției; Henric îl închide pe regele scoțian la Falaise, în Normandia, și ocupă o parte a Scoției.
- 28 iulie: Flota regelui Wilhelm al II-lea al Siciliei ajunge în dreptul Alexandriei, însă este respinsă de cea a sultanului Saladin.
- 30 septembrie: Tratatul de la Montlouis (situat între Tours și Amboise), dintre regii Henric al II-lea al Angliei și Ludovic al VII-lea al Franței; regele Henric se reconciliază cu fiii săi.
- 28 octombrie: Saladin ajunge la Damasc, care îi deschide porțile; sultanul Egiptului preia controlul asupra Siriei.
- 29 octombrie: Împăratul Frederic Barbarossa începe asediul asupra Alessandriei, în Piemont; trupele imperiale sunt respinse de către cele trimise de Florența.
- 8 decembrie: Prin tratatul de la Falaise, regele Henric al II-lea al Angliei îl obligă pe regele William Leul al Scoției să îi recunoască suzeranitatea și să îi presteze omagiu.

##### Nedatate
- mai-august: Turanșah, fratele lui Saladin, supune Yemenul.
- august: Contele Raymond de Toulouse încheie o alianță cu Genova.
- august: Revoltă a nomazilor arabi instalați în Egiptul de sud, care se infiltrează în regiunea Nubiei, însă aceștia sunt înfrânți de către sultanul Saladin, care începe islamizarea regiunii.
- septembrie: Împăratul Frederic Barbarossa începe cea de a cincea campanie a sa în Italia, prin invadarea comitatului de Savoia; orașul Susa este incendiat.
- decembrie: Sultanul Saladin ocupă orașele siriene Homs și Hama, după care începe asediul asupra Alepului.
- Prima mențiune documentară a orașului Bârlad.
- Bătălia de la Thurles: o incursiune anglo-normandă în provincia Thomond din Irlanda este respinsă de către irlandezii conduși de Donal Mor O'Brian.
- Chinezii acordă regiunii vietnameze denumirea de Annam.
- Gualdim Pais întemeiază orașul Pombal, în Portugalia.
- Ultimul suveran al toltecilor din America Centrală se sinucide.
- Un incendiu distruge o mare parte din orașul italian Padova.

## Arte, Știință, Literatură și Filozofie
- Se construiește catedrala de la Monreale, în Sicilia.

## Înscăunări
- 15 mai: As-Salih Ismail al-Malik, emir de Alep.
- 11 iulie: Balduin al IV-lea "cel Lepros", rege al Ierusalimului (până la 1185).

## Nașteri
- Teodor I Laskaris, împărat bizantin al Niceei, reședința guvernului bizantin în exil (d. 1222).
- Petru al II-lea, rege al Aragonului (d. 1213).
- Emeric Imre, rege al Ungariei (d. 1204)
- Jadwiga de Silezia, sfântă a Poloniei (d. 1243).
- Sfântul Sava (n. Rastko Nemanjić), sfânt al Serbiei (d. 1235).

## Decese
- 15 mai: Nur ad-Din Zangi, conducător al Siriei (n. 1118).
- 29 iunie: Andrei Bogoliubski, cneaz de Vladimir (n. cca. 1111), asasinat.
- 11 iulie: Amalric I, rege al Ierusalimului (n. 1136)
- Everard des Bares, mare maestru al Ordinului templierilor, apoi călugăr la Clairvaux.
- Hong Zun, numismat chinez.